# Jarohněvice
Obec Jarohněvice (německy Gernowitz) se nachází 3,7 km od města Kroměříž v okrese Kroměříž ve Zlínském kraji. Žije zde 314 obyvatel. Obcí prochází železniční trať Kroměříž - Zborovice, silnice II/432 a protéká říčka Kotojedka.

## Historie
První písemná zmínka o obci pochází z roku 1267. Od 1. ledna 1986 do 30. června 1990 byla součástí Kroměříže. Prvním písemným dokladem o existenci Jarohněvic je listina olomouckého biskupa Jindřicha Zdíka z roku 1141, která definuje přenesení biskupského sídla v Olomouci od původního kostela sv. Petra k nové bazilice sv. Václava, a na závěr vyjmenovává vsi a popluží (usedlosti), které patřily k majetku jednotlivých velkofarních kostelů při hradských obvodech v Přerově a Spytihněvi.

## Obyvatelstvo

### Struktura
Vývoj počtu obyvatel za celou obec i za jeho jednotlivé části uvádí tabulka níže, ve které se zobrazuje i příslušnost jednotlivých částí k obci či následné odtržení.
| Místní části   | Místní části     | 1869 | 1880 | 1890 | 1900 | 1910 | 1921 | 1930 | 1950 | 1961 | 1970 | 1980 | 1991 | 2001 | 2011 |
| -------------- | ---------------- | ---- | ---- | ---- | ---- | ---- | ---- | ---- | ---- | ---- | ---- | ---- | ---- | ---- | ---- |
| Počet obyvatel | část Jarohněvice | 380  | 421  | 418  | 440  | 453  | 422  | 386  | 294  | 300  | 267  | 225  | 208  | 231  | 311  |
| Počet domů     | část Jarohněvice | 63   | 67   | 71   | 75   | 80   | 81   | 85   | 87   | 87   | 86   | 68   | 87   | 88   | 113  |

## Obecní správa
V letech 1961–1985 k obci patřily Šelešovice.

## Pamětihodnosti
- Kaple svatého Floriána na návsi
- Mohylník, archeologické naleziště v lese Obora v k.ú. Kotojedy

## Galerie

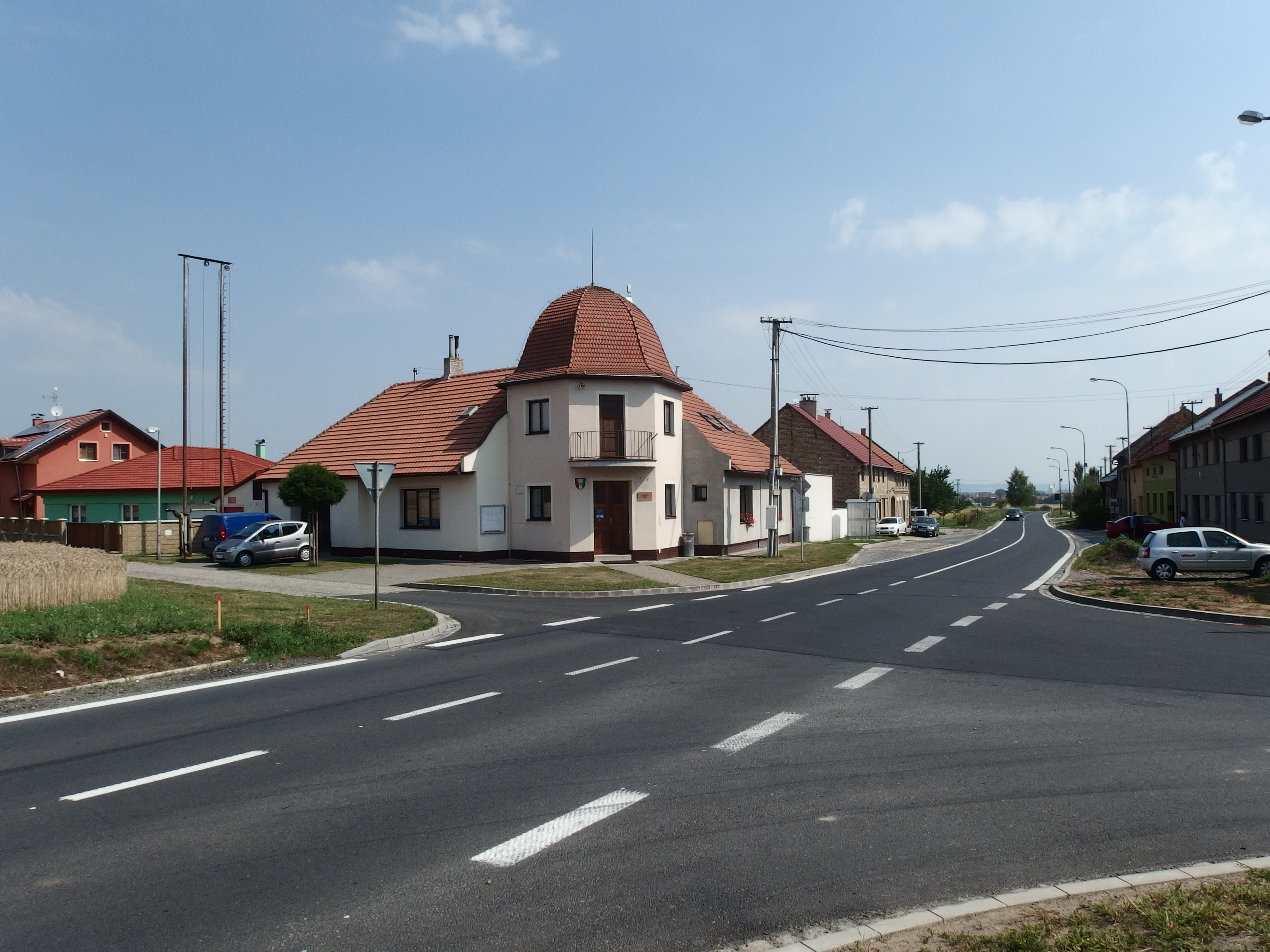
Silnice II/432 do Kroměříže a obecní úřad
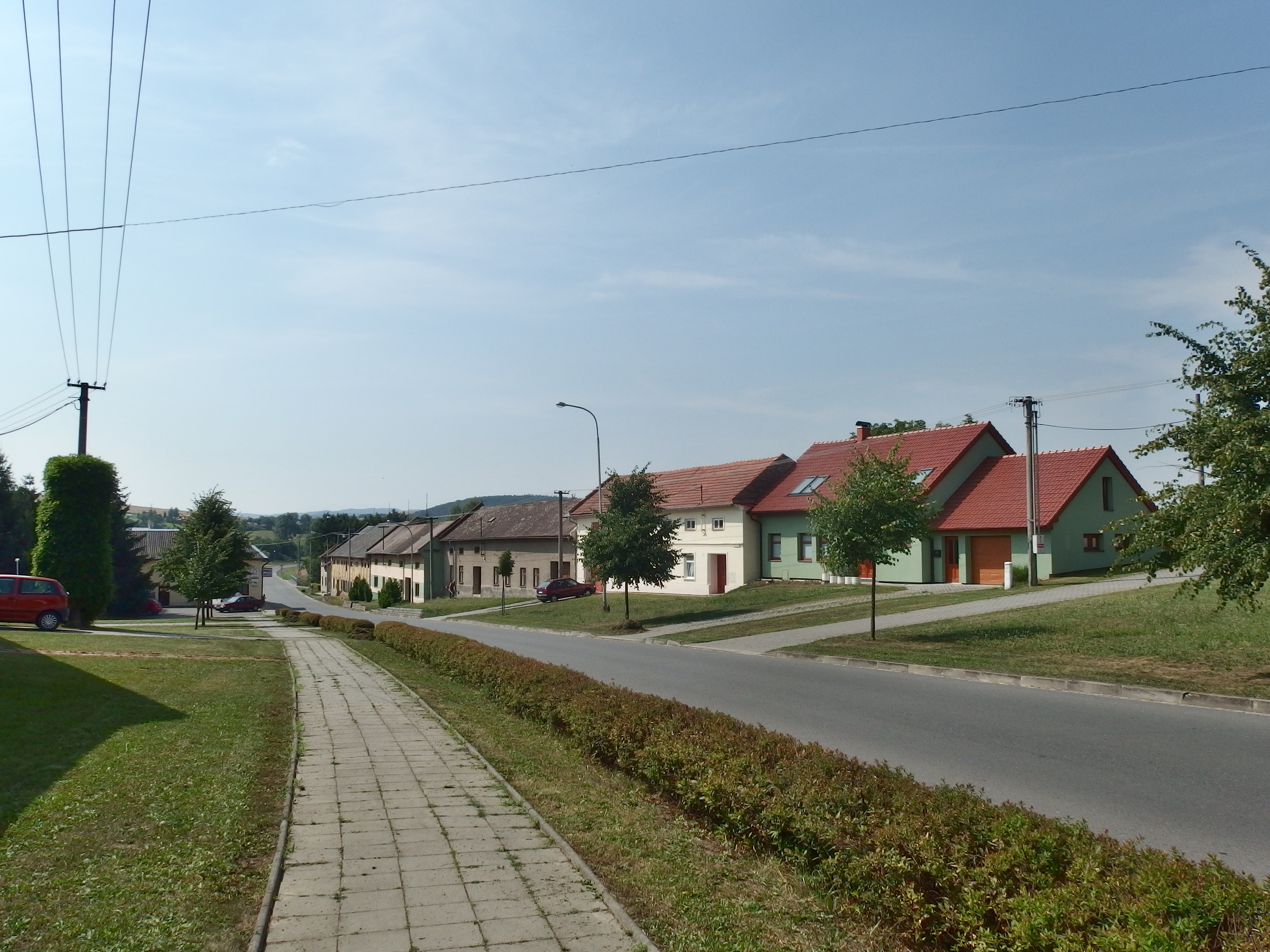
Náves
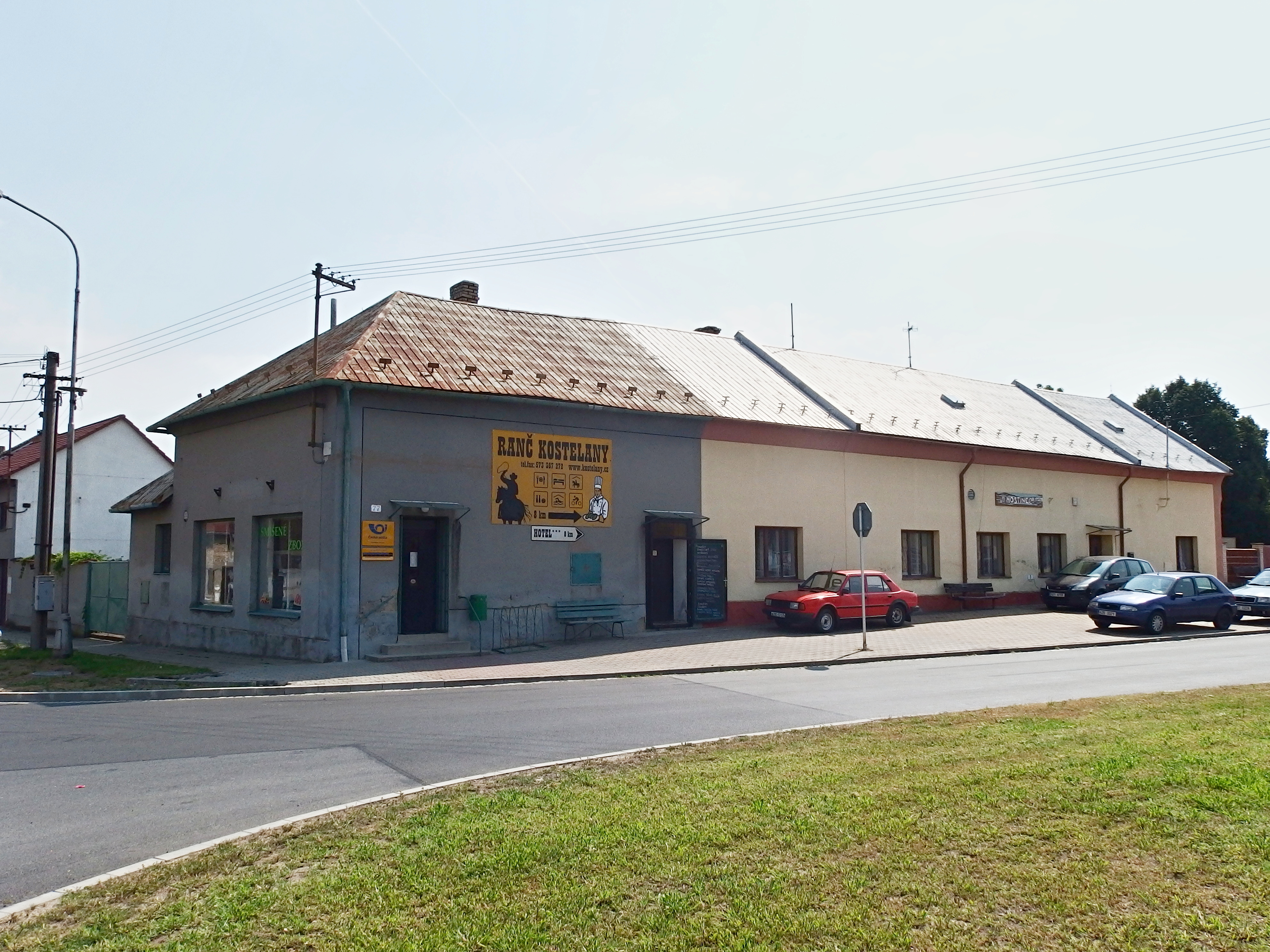
Pošta
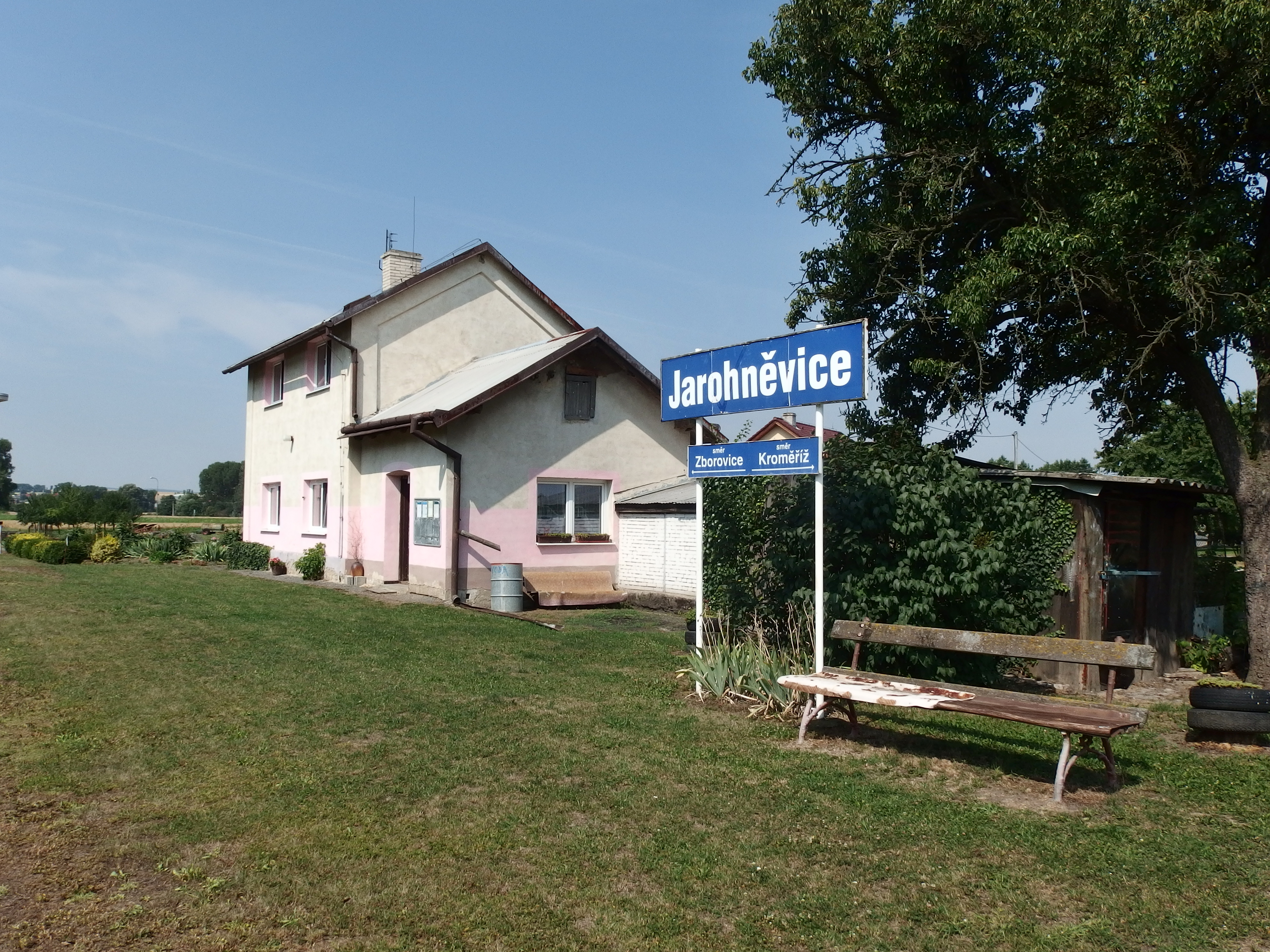
Železniční zastávka
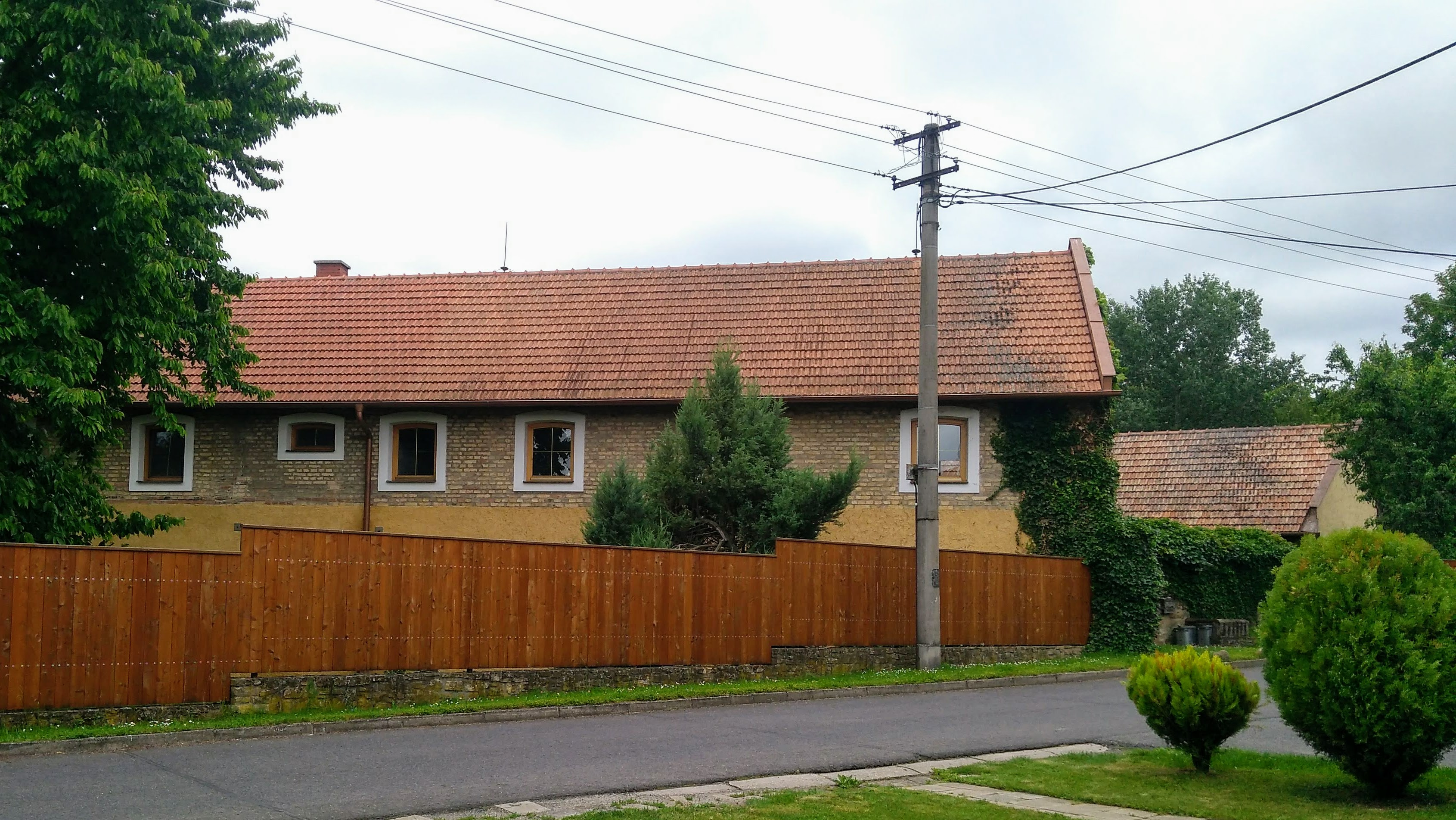
Bývalý mlýn na Kotojedce

## Osobnosti
- Josef Dosoudil (1875–1934), rolník, zemský poslanec